# 大分県道54号玖珠天瀬線
大分県道54号玖珠天瀬線（おおいたけんどう54ごう くすあまがせせん）は、大分県玖珠郡玖珠町から日田市に至る県道（主要地方道）である。

## 概要
玖珠郡玖珠町大字戸畑から日田市天瀬町合田に至る。起点と終点はいずれも国道210号と接続しており、いずれの方向からも高塚愛宕地蔵尊および大分自動車道との連絡に最適である。ただし、奥深い山の中を通るため、一部で極端な急勾配が存在する。

### 路線データ
- 起点：大分県玖珠郡玖珠町大字戸畑（平川交差点、国道210号交点）
- 終点：大分県日田市天瀬町合田（高塚愛宕地蔵尊入口交差点、国道210号交点）

## 歴史
- 1993年（平成5年）5月11日 - 建設省から、県道戸畑日田線の一部・県道戸畑豊後中川停車場線が玖珠天瀬線として主要地方道に指定される[1]。

## 地理

### 通過する自治体
- 玖珠郡玖珠町
- 日田市

### 交差する道路
| 交差する道路            | 市町村名 | 市町村名 | 交差する場所 | 交差する場所                    |
| ----------------------- | -------- | -------- | ------------ | ------------------------------- |
| 国道210号               | 玖珠郡   | 玖珠町   | 大字戸畑     | 平川交差点 / 起点               |
| 大分県道672号戸畑日田線 | 玖珠郡   | 玖珠町   | 大字戸畑     |                                 |
| E34 大分自動車道        | 玖珠郡   | 玖珠町   | 大字戸畑     | 6 天瀬高塚IC                    |
| 国道210号               | 日田市   | 日田市   | 天瀬町合田   | 高塚愛宕地蔵尊入口交差点 / 終点 |

### 交差する鉄道
- 久大本線

### 沿線
- JR九州久大本線
  - 北山田駅 - 豊後中川駅
- 高塚愛宕地蔵尊
- 日田市立東渓小学校
- 馬原郵便局
- 玖珠川